# André Neles
André Moreira Neles (Patrocínio, 4 gennaio 1978 – Uberlândia, 6 febbraio 2020) è stato un calciatore brasiliano naturalizzato equatoguineano, di ruolo attaccante.

## Carriera

### Club
Aveva giocato nel campionato brasiliano, in quello portoghese ed in quello saudita.

### Nazionale
Dopo aver ottenuto la cittadinanza equatoguineana, tra il 2007 e il 2011 aveva disputato tre incontri con la selezione africana, realizzandovi anche una rete.

## Statistiche

### Cronologia presenze e reti in nazionale
| Cronologia completa delle presenze e delle reti in nazionale ― Guinea Equatoriale | Cronologia completa delle presenze e delle reti in nazionale ― Guinea Equatoriale | Cronologia completa delle presenze e delle reti in nazionale ― Guinea Equatoriale | Cronologia completa delle presenze e delle reti in nazionale ― Guinea Equatoriale | Cronologia completa delle presenze e delle reti in nazionale ― Guinea Equatoriale | Cronologia completa delle presenze e delle reti in nazionale ― Guinea Equatoriale | Cronologia completa delle presenze e delle reti in nazionale ― Guinea Equatoriale | Cronologia completa delle presenze e delle reti in nazionale ― Guinea Equatoriale |
| Data                                                                              | Città                                                                             | In casa                                                                           | Risultato                                                                         | Ospiti                                                                            | Competizione                                                                      | Reti                                                                              | Note                                                                              |
| --------------------------------------------------------------------------------- | --------------------------------------------------------------------------------- | --------------------------------------------------------------------------------- | --------------------------------------------------------------------------------- | --------------------------------------------------------------------------------- | --------------------------------------------------------------------------------- | --------------------------------------------------------------------------------- | --------------------------------------------------------------------------------- |
| 25-3-2007                                                                         | Malabo                                                                            | Guinea Equatoriale                                                                | 3 – 1                                                                             | Ruanda                                                                            | Qual. Coppa d'Africa 2008                                                         | 1                                                                                 | 61’                                                                               |
| 1-6-2008                                                                          | Malabo                                                                            | Guinea Equatoriale                                                                | 2 – 0                                                                             | Sierra Leone                                                                      | Qual. Mondiali 2010                                                               | -                                                                                 | 73’                                                                               |
| 8-2-2011                                                                          | Malabo                                                                            | Guinea Equatoriale                                                                | 2 – 0                                                                             | Ciad                                                                              | Amichevole                                                                        | -                                                                                 | 45+1’                                                                             |
| Totale                                                                            |                                                                                   | Presenze                                                                          | 3                                                                                 |                                                                                   | Reti                                                                              | 1                                                                                 |                                                                                   |